# 마리암 다보
마리암 다보(Maryam d'Abo, 1960년 12월 27일 ~ )는 잉글랜드의 배우이다. 영화 007 시리즈 제15탄 《007 리빙 데이라이트》의 여주인공 카라 밀로비(Kara Milovy) 역으로 잘 알려져 있다.

## 출연 작품
- 타이거스 (2014)
- 도리안 그레이 (2009)
- 내 남자친구는 왕자님 2 (2006)
- 랑페르 (2005)
- 헬렌 오브 트로이 (2003)
- 본드 걸, 그 영원한 매력 (2002)
- 닥터 지바고 (2002)
- 포인트 맨 (2001)
- 사베지 하트 (1996)
- 로맨싱 커플 (1996)
- 타임록 (1996)
- 죽음의 재회 (1994)
- 브라인드에 비친 살인 (1994)
- 브라우닝 버전 (1994)
- 베스트 VS 베스트 (1993)
- 트로피칼 나이트 (1993)
- 레드 슈 다이어리 3 (1993)
- 위험한 본능 (1993)
- 세상에서 가장 운 나쁜 사나이 (1992)
- 혈야 (1989)
- 007 리빙 데이라이트 (1987)
- 백야 (1985)
- 언틸 셉템버 (1984)
- 엑스트로 (1983)